# Mileti
Mileti (cyr. Милети) – wieś w Czarnogórze, w gminie Podgorica. W 2011 roku liczyła 16 mieszkańców.